# Bonosus (trónbitorló)
Bonosus (meghalt 280-ban) római trónbitorló Probus uralkodása idején, 276 és 280 között.

## Életpálya
Apja Britanniából származott és pedagógus volt, anyja Galliából. Bonosus pályafutását Hispániában kezdte és a Historia Augusta azt írja gyalogoskatona, majd lovassági katona volt eredetileg. Úgy folytatja, hogy hadvezér volt, a tribunusi tisztséget viselte és a raetiai hadsereg vezetője volt. A gót származású Hunilát vette feleségül, házasságukból két fiú született.
Miután rábízták a rajnai flotta irányítását a germánok átsurrantak a határon és leégették a hajóhadat. Félve a büntetéstől, Colonia Agrippinában (ma Köln) császárrá kiáltotta ki magát. Hibája ellenére jó harcosnak bizonyult és négy évig tartó véres háború után tudott csak rajta Probus felülkerekedni. Bonosus felakasztotta magát. Özvegyét és gyerekeit a császár békén hagyta.